# Лижні перегони на зимових Азійських іграх 1990
Змагання з лижних перегонів на зимових Азійських Іграх 1990 проводилися в Саппоро (Японія). Було проведено загалом 6 змагань — по три для жінок і чоловіків.

## Медалісти
Чоловіки
| Дисципліна             | Золото                                                                  | Срібло                                                         | Бронза                                                                               |
| ---------------------- | ----------------------------------------------------------------------- | -------------------------------------------------------------- | ------------------------------------------------------------------------------------ |
| 15 км, класичний стиль | Кадзунарі Сасакі Японія                                                 | Хірофумі Ватанабе Японія                                       | Хіроюкі Імай Японія                                                                  |
| 30 км, вільний стиль   | Кадзунарі Сасакі Японія                                                 | Хіроюкі Імай Японія                                            | Хірофумі Ватанабе Японія                                                             |
| 4 × 10 км, естафета    | Японія Хіроюкі Кудо Хірофумі Ватанабе Масахару Ямазакі Кадзунарі Сасакі | Південна Корея Чу Сон Хун Пак Кі Хо Пак Бьон Чоль Хон Чун Пхьо | Монголія Чулууни Батболд Зіітагаани Ганбат Дамбаджантсагіін Баттулга Гонгорин Мьєрєї |

Жінки
| Дисципліна             | Золото                                                   | Срібло                                              | Бронза                                                        |
| ---------------------- | -------------------------------------------------------- | --------------------------------------------------- | ------------------------------------------------------------- |
| 10 км, класичний стиль | Фуміко Аокі Японія                                       | Йошіко Мікамі Японія                                | Рі Кйон Хвей Північна Корея                                   |
| 15 км, вільний стиль   | Фуміко Аокі Японія                                       | Наомі Хошікава Японія                               | Ванг Дзінфен Китай                                            |
| 4 × 5 км, естафета     | Японія Міва Ота Фуміко Аокі Наомі Хошікава Йошіко Мікамі | Китай Сонг Шидзі Чи Сьовмей Ванг Дзінфен Сонг Айцін | Північна Корея Хан Ок Сіль Рі Кьон Хі Лім Гун Сон Чой Йон Хва |

## Таблиця медалей
| Місце                      | Країна         | Золото | Срібло | Бронза | Загалом |
| -------------------------- | -------------- | ------ | ------ | ------ | ------- |
| 1                          | Японія         | 6      | 4      | 2      | 12      |
| 2                          | Китай          | 0      | 1      | 1      | 2       |
| 3                          | Південна Корея | 0      | 1      | 0      | 1       |
| 4                          | Північна Корея | 0      | 0      | 2      | 2       |
| 5                          | Монголія       | 0      | 0      | 1      | 1       |
| Разом                      | Разом          | 6      | 6      | 6      | 18      |
| Примітка: приймаюча країна |                |        |        |        |         |

## Результати

### Чоловіки

#### 15км, класичний стиль
10 березня
| Місце | Атлет                    | Час   |
| ----- | ------------------------ | ----- |
| 1     | Кадзунарі Сасакі Японія  | 41.27 |
| 2     | Хірофумі Ватанабе Японія | 42.51 |
| 3     | Хіроюкі Імай Японія      | 43.04 |

#### 30км, вільний стиль
13 березня
| Місце | Атлет                    | Час     |
| ----- | ------------------------ | ------- |
| 1     | Кадзунарі Сасакі Японія  | 1:29.07 |
| 2     | Хіроюкі Імай Японія      | 1:32.27 |
| 3     | Хірофумі Ватанабе Японія | 1:33.49 |

#### 4 × 10км, естафета
12 березня
| Місце | Атлет                                                                                | Час     |
| ----- | ------------------------------------------------------------------------------------ | ------- |
| 1     | Японія Хіроюкі Кудо Хірофумі Ватанабе Масахару Ямазакі Кадзунарі Сасакі              | 2:07.32 |
| 2     | Південна Корея Чо Сон У Пак Кі Хо Пак Бюнг Ул Хонг Кун Піо                           | 2:11.05 |
| 3     | Монголія Чулууни Батболд Зіітагаани Ганбат Дамбаджантсагіін Баттулга Гонгорин Мьєрєї | 2:17.25 |

### Жінки

#### 10км, класичний стиль
11 березня
| Місце | Атлет                       | Час     |
| ----- | --------------------------- | ------- |
| 1     | Фуміко Аокі Японія          | 32.54.4 |
| 2     | Йошіко Мікамі Японія        | 34.53.1 |
| 3     | Рі Кйон Хвей Північна Корея | 35.01.4 |

#### 15км, вільний стиль
14 березня
| Місце | Атлет                 | Час     |
| ----- | --------------------- | ------- |
| 1     | Фуміко Аокі Японія    | 48.15.3 |
| 2     | Наомі Хошікава Японія | 50.24.4 |
| 3     | Ванг Дзінфен Китай    | 51.03.0 |

#### 4 × 10км, естафета
12 березня
| Місце | Атлет                                                           | Час     |
| ----- | --------------------------------------------------------------- | ------- |
| 1     | Японія Міва Ота Фуміко Аокі Наомі Хошікава Йошіко Мікамі        | 1:10.20 |
| 2     | Китай Сонг Шидзі Чи Сьовмей Ванг Дзінфен Сонг Айцін             | 1:18.54 |
| 3     | Північна Корея Хан Ок Сіль Рі Кйон Хвей Лім Гун Сон Чой Йон Хва | 1:22.37 |